# Industrial Computer Group
Industrial Computer Group (ICG) este o companie specializată în furnizarea de echipament de comunicații și de servicii de instalare și supraveghere a rețelelor din România.
ICG a realizat în România proiecte pentru mai toți marii operatori de comunicații printre care Connex, Orange, Zapp, RDS, Astral Telecom, Atlas Telecom și Euroweb.
Printre partenerii externi ai firmei se numără câteva firme israeliene producătoare și furnizoare de soluții de comunicare (trei din grupul RAD, Avaya, Alvarion) dar și compania chineză Huawei.
Număr de angajați în 2004: 35 
Cifra de afaceri în 2003: 7,5 milioane dolari 